# Большие Яковчицы
Большие Яковчицы (бел. Вялікія Якаўчыцы) — агрогородок в Жабинковском районе Брестской области Белоруссии. Входит в состав Жабинковского сельсовета, до 2012 года был центром ныне упразднённого Яковчицкого сельсовета. Население — 302 человека (2019).

## География
Большие Яковчицы находятся в 8 км к северо-востоку от Жабинки неподалёку от границы с Кобринским районом. К востоку от села находится деревня Пруско, к северу — Малые Яковчицы. Между Большими и Малыми Яковчицами проходит ж/д линия Брест — Барановичи и расположена платформа Яковчицы. Местные дороги ведут в окрестные деревни Малые Яковчицы, Пруско, Матеевичи и Залузье. Местность принадлежит бассейну Вислы, к западу от села находится канал Палахва со стоком в Мухавец.

## Достопримечательности
- Памятник землякам, погибшим в Великую Отечественную войну. В 1967 году в память о 57 погибших в войну земляков установлен обелиск[4].